# Thereva occulta
Thereva occulta är en tvåvingeart som beskrevs av Becker 1908. Thereva occulta ingår i släktet Thereva och familjen stilettflugor.
Artens utbredningsområde är Kanarieöarna. Inga underarter finns listade i Catalogue of Life.